# Batllismo Abierto
Batllismo Abierto es una agrupación política del Partido Colorado de Uruguay, surgida en 2003 y liderada por el exdiputado y ex vicecanciller Ope Pasquet. Otras figuras del sector eran el excontador general de la Nación, Isaac Umansky y el expresidente de la Junta Departamental de Montevideo, Aníbal Gloodtdofsky.
Según sus fundadores, su objetivo fue reconstruir al Partido Colorado y su misión consistió en recrear el espacio de justicia social y progreso nacional que tradicionalmente habían caracterizado el accionar político colorado, y que se había visto deteriorado en las últimas décadas.
Dentro del partido, incursionó en Tercera Vía, Vamos Uruguay y posteriormente en Ciudadanos.

## Historia

### Incursión en Tercera Vía
En la Convención Nacional del Partido Colorado, celebrada en septiembre de 2004, el Batllismo Abierto, con apenas dos convencionales, obtuvo 33 votos de sus pares para integrar el Comité Ejecutivo Nacional, con lo cual logró un cargo, que es ocupado por Ope Pasquet. 
Poco antes de las elecciones departamentales de mayo de 2005, el sector se integró al espacio "Tercera Vía" junto con figuras de otros sectores, como Julio Herrera, del Foro Batllista y Samuel Lichtensztejn, de la Lista 99. En esa instancia apoyó la candidatura de Pedro Bordaberry a la Intendencia Municipal de Montevideo y obtuvo aproximadamente 25 mil votos, lo que le permitió acceder a un cargo de edil en la Junta Departamental de Montevideo, que fue ocupado por Aníbal Gloodtdofsky (ex Libertad y Cambio) y cuyos suplentes fueron Baltasar Brum (ex Lista 99) Lilian De Esteban y Javier Simonetti.

### Etapa en Vamos Uruguay
Esta agrupación se integró al sector Vamos Uruguay liderado por Pedro Bordaberry el 26 de junio de 2007.
El 20 de septiembre de 2008 se realizó el relanzamiento de Batllismo Abierto con el objetivo de marcar votos entre todas las agrupaciones integrantes de Vamos Uruguay en las elecciones internas del 28 de junio de 2009. En dicha instancia, el Batllismo Abierto se convirtió en la agrupación más votada de Vamos Uruguay, obteniendo más de 6.000 votos y posicionando a su líder, Ope Pasquet, como candidato a acompañar a Bordaberry en la lista al Senado para las elecciones generales de octubre de 2009.

### Arribo en Ciudadanos
Para las elecciones internas y nacionales de 2019, el sector liderado por Pasquet se alineó dentro de Ciudadanos, comandado por Ernesto Talvi.